# Тера (язык)
Тера (англ. tera) — язык центральночадской ветви чадской семьи, распространённый на востоке Нигерии в среднем течении реки Гонгола (в штатах Борно и Гомбе). Относится к западным языкам группы тера. Численность говорящих — около 101 000 человек (2000). Письменность на основе латинского алфавита (с 2008 года).

## Вопросы классификации
Язык тера включён в группу языков тера в классификации афразийских языков британского лингвиста Роджера Бленча (Roger Blench), в классификации, опубликованной в работе С. А. Бурлак и С. А. Старостина «Сравнительно-историческое языкознание», в классификации чешского лингвиста Вацлава Блажека (Václav Blažek), а также в классификации чадских языков в статье В. Я. Порхомовского «Чадские языки», опубликованной в лингвистическом энциклопедическом словаре, в которой тера вместе с джара противопоставлены в составе группы тера языкам га’анда и хона. Тера наиболее близок языкам джара, га’анда, бога, хона, ньиматли, пидлими (хина), габин и нгваба.

В классификации, представленной в справочнике языков мира Ethnologue, тера вместе с джара отнесён к числу западных языков подгруппы А1 группы А ветви биу-мандара.

## Ареал и численность
Ареалом языка тера являются восточные районы Нигерии — территории юго-западной части штата Борно и восточной части штата Гомбе. В штате Борно носители языка тера живут в районе Квая-Кусар (англ. Kwaya-Kusar), в штате Гомбе — в районе Ямалту-Деба (англ. Yamaltu-Deba). К ареалу языка тера на севере примыкает ареал западночадского языка маака, на востоке — ареал центральночадского языка бура-пабир, на юго-востоке — ареал близкородственного центральночадского языка джара. На юге и юго-западе ареал тера граничит с одним из островных ареалов сахарского языка центральный канури, расположенным в малонаселённых районах. На западе и северо-западе ареал тера граничит в малонаселённых районах с ареалом западночадского языка боле.
Численность носителей языка тера по данным справочника Ethnologue составляет около 101 000 человек (2000). Согласно данным сайта Joshua Project численность этнической группы тера — 144 000 человек. Носители тера также говорят на языке хауса. Большинство тера — христиане, есть также группы мусульман и приверженцев традиционных верований.

## Диалекты
Тера образует диалектный пучок, состоящий из диалектов бура кокура, ньиматли и пидлими.
В ряде классификаций ньиматли и пидлими рассматриваются как самостоятельные языки.

## Лингвистическая характеристика

### Фонетика и фонология

#### Гласные
Вокализм языка тера представлен следующими гласными фонемами:
|         | Передние | Средние | Задние |
| ------- | -------- | ------- | ------ |
| Верхние | i iː     | ɨ       | u uː   |
| Средние | e eː     |         | o oː   |
| Нижние  |          | a aː    |        |

Все гласные за исключением /a/ и /aː/ произносятся более открыто в позиции закрытого слога: [ɮɛp] «заплетать», [xʊ́r] «варить суп» и т. п. Гласные /a/ и /aː/ могут произноситься более открыто только перед палатализованным согласным.
Длина дифтонгов совпадает с длиной долгих гласных, первый компонент каждого дифтонга представляет собой гласный неверхнего подъёма, второй компонент — гласный верхнего подъёма.
| Дифтонги | Примеры | Транскрипция | Значение  |
| -------- | ------- | ------------ | --------- |
| /eu/     | ɓeu     | /ɓeu/        | «кислый»  |
| /au/     | dlau    | /ɮàu/        | «серп»    |
| /ai/     | ghai    | /ɣài/        | «город»   |
| /oi/     | woi     | /woi/        | «ребёнок» |

#### Просодия
Как и все языки чадской семьи, язык тера относится к тональным. Различают высокий, средний и низкий тоны, которые могут образовывать минимальные пары. Тоны не передаются на письме средствами орфографии, так как минимальные пары можно различить по контексту.